# Pietravairano
Pietravairano é uma comuna italiana da região da Campania, província de Caserta, com cerca de 3.017 habitantes. Estende-se por uma área de 33 km², tendo uma densidade populacional de 91 hab/km². Faz fronteira com Baia e Latina, Pietramelara, Raviscanina, Riardo, Roccaromana, Sant'Angelo d'Alife, Vairano Patenora.

## Demografia
| Variação demográfica do município entre 1861 e 2011                               |
|                                                                                   |
| Fonte: Istituto Nazionale di Statistica (ISTAT) - Elaboração gráfica da Wikipedia |